# Пахлаван Махмуд
Пахлаван Махмуд (*1247 —1325/1326) — хорезмійський борець, суфійський філософ, поет та філософ, що складав вірші мовами фарсі та хорезмі. Мешкав за часів Чагатайського улусу. Мав прізвисько «Пір'я-валі»

## Життєпис
Народився у 1247 році. Був сином кушніра. За переказами, це сталося при в'їзді до Хіви, в возі батька — переселенця з Гурганджа, старої столиці Хорезма. Махмуд успадкував від батька майстерню. Але це була не основною його заняттям: він був пахлаваном — борцем, який виступав на змаганнях. Тому часто відомий як Пахлаван Махмуд. Він часто їздив різними державами (передусім на територіях сучасних Узбекистану, Туркменістану, Ірану, Афганістану, Пакистану та Індії), де брав участь в змаганнях, що приносило засоби для прожиття та славу непереможного борця.
Відома легенда, що одного разу в Делі Махмуд переміг усіх своїх суперників і в якості подарунка попросив у султана Алауддіна звільнити хорезмійців, що знаходяться там в неволі. На питання «Скільки людей звільнити?», Махмуд сказав: скільки влізе в шкіру корови. Він порізав шкіру на тонкі смужки, які пов'язав в один великий пояс і обмотав всіх полонених. Так Махмуд врятував від рабства багатьох людей.
Вважається, що він не програв жодного бою. Махмуд поступився лише раз, але тільки через те, що дізнався — в разі поразки його супернику загрожує смерть. Якось два війська навіть перервали битву — встановили перемир'я, щоб разом бути присутнім на поєдинку Пахлаван Махмуда. До цього дня професійні іранські борці перед боєм підносять молитву, присвячену Пахлаван Махмуду.
За іншим переказом, Махмуд декілька раз, при загрозі для Хіви, очолював народне ополчення, чим досяг неабиякої шани серед місцевого населення.
Коли у 1325 або 1326 році Махмуд помер, його поховали у дворі його майстерні. Це місце швидко перетворилося на поклоніння. 1701 року тут було споруджено невеличку усипальню. 1810 року перебудовано на величний мавзолей. 1913 р. відбулися останні добудови до нього. Мусульманське духовенство оголосила Махмуда святим, в Хіві він тривалий час вважався як пір, тобто святий покровитель міста. З часом його мавзолей перетворилося на місце поховання хівинських ханів.
Після смерті Махмуда хівінці назвали його іменем канал, що зрошує хцвинску оазу — канал Палван-яб. Також його ім'ям назвали міські ворота: Палван-Дарвазе. Туркмени-іомуди, що кочували по сусідстві з Хівою, зробили літературний псевдонім Пахлаван Махмуда, Пір'я-валі своїм військовим кличем — лякаючи ворогів цим ім'ям, вони кидалися в битву.

## Творчість
В його доробку є кілька масневі, кита, газелей і близько 100 рубаї (за іншими версіями їх 300), що поділяються на 2 дивана (збірки), які відрізнялися досконалістю форми і глибиною змісту.
Розташовані в певному порядку, ці рубаї утворюють щось на зразок циклу, що розповідає про важке і чудове людське життя, оспівував мужність, чесність. Водночас в ліриці поета відчутне філософське звучання, смуток, життєва туга. Його називають «Хорезмським Омаром Хаямом».
Філософські вірші відтворено на стінах мавзолею, де поховано Махмуда. Першим з європейців, які встановили прямий зв'язок між Пахлаван Махмудом і автором написаних над куполом мавзолею рубаї, був угорський сходознавець і мандрівник Арміній Вамбері, який відвідав Хіву в другій половині XIX століття під виглядом мандрівного дервіша. Натепер окрім цих віршів нічого від творчості Махмуда не збереглося. Також не збереглася музика, яку складав Махмуд, залишилися лише згадка, що він був музикою.
Творчість Пахлаван Махмуда зіграла особливу роль у формуванні і розвитку узбецької поезії наступної епохи.

## Філософія
У своїх філософських роздумах Пахлаван Махмуд розробляв поняття моральності, мужності, доблесті. Він був одним із стовпів суфійського течії «Жавонмардлик» («Відвага молодості»), основні принципи якого — щедрість душі, милосердя, шляхетність, скромність і покірність Творцеві.